# Страшун, Илья Давыдович
Илья Давыдович (Давидович) Страшун (при рождении Самуил-Илья Давидович; 22 марта 1892, Варшава — 1967, Москва) — советский историк медицины, гигиенист, организатор здравоохранения. Доктор медицинских наук, профессор (1940), академик Академии медицинских наук СССР (1944).

## Биография
Правнук купца и учёного-талмудиста Шмуэла бен Иосефа Страшуна (Заскевичер; 1794—1872). Отец — Давид-Герш Эльяшевич Страшун (1843, Вильна — ?). В 1911 году окончил курс Виленской частной мужской гимназии имени Песоцкого.
С 1911 года учился на медицинском факультете Московского университета, после окончания 4-го курса в 1915 году был призван в действующую армию в качестве зауряд-врача. Окончил медицинский факультет Киевского университета в 1919 году и был тотчас призван в РККА. В 1920 году возглавлял санпросветотдел Кавказского фронта. С 1921 года жил в Москве, работал в Наркомздраве РСФСР: в 1921—1930 годах заведующий отделом санитарного просвещения и директор санпросветиздата, правительственный комиссар и научный руководитель советского павильона на Международной гигиенической выставке в Дрездене в 1930 году, руководитель Управления высшего медицинского образования (позже Отдел высших медицинских учебных учреждений) в 1934—1938 годах. Член методической комиссии Главпрофобра и затем член ГУСа до его расформирования в 1932 году.
Был одним из руководителей «Общества борьбы с алкоголизмом» и редактором его органа — журнала «Трезвость и культура», выходившего ежемесячно с 1928 по 1932 годы и возрождённого в 1986 году.
В 1923—1930 годах — старший ассистент кафедры социальной гигиены медицинского факультета Второго Московского университета, в 1930—1940 годах — доцент Первого Московского медицинского института; редактор журналов «Санитарное просвещение», «На фронте здравоохранения» и «Здоровая деревня», заведующий и член правления издательства НКЗдрава (позже Госмедиздат).
Один из организаторов и декан первого в СССР санитарно-гигиенического факультета в 1-м Московском медицинском институте. Одновременно с 1930 года заведующий кафедрой социальной гигиены 2-го Московского государственного университета. Разработал первый в стране курс истории медицины, который с 1930 года читал в Первом и Втором московских медицинских институтах. В 1935 году основал и возглавил в 1-м Московском медицинском институте первую в СССР кафедру истории медицины.
С 1940 года — профессор и заведующий кафедрой социальной гигиены в 1-м Ленинградском медицинском институте, в 1941—1943 годах — директор этого института. В 1944—1947 годах — основатель и первый директор Института организации здравоохранения и истории медицины АМН СССР (ныне — НИИ социальной гигиены, экономики и управления здравоохранением имени Н. А. Семашко), одновременно вновь профессор и заведующий кафедрой истории медицины 1-го Московского медицинского института, в 1946 году возглавил созданное им Всесоюзное научное общество историков медицины. В 1949 году уволен в ходе кампании по борьбе с космополитизмом, обвинён в «эстетствующем космополитизме», «буржуазном объективизме», «злонамеренных попытках скрыть передовое значение русской медицины и величие советской медицины», в том, что выступил «в роли ревизиониста ленинизма, в роли апологета реакционной теории беспартийности в науке, ищущего международные связи». Оставался без работы до конца 1951 года, попал в психиатрическую больницу, затем — на научной работе в АМН СССР.
Последние годы жизни жил в Переделкино. Похоронен на Донском кладбище в Москве.

### Семья
- Первая жена (с 12 июня 1914 года) — Любовь Лейбовна (Львовна) Шлосберг-Страшун (7 августа 1885, Вильна — 1970, Москва)[13][14].
- Вторая жена (с середины 1930-х годов и до конца жизни) — поэтесса и прозаик Вера Михайловна Инбер[15].

## Награды
- Орден Знак Почёта (11.10.1940) — за выдающиеся заслуги в деле развития медицинской науки и подготовки медицинских кадров.

## Научная деятельность
И. Д. Страшун — один из виднейших руководителей и теоретиков санитарного просвещения в СССР. Автор работ, посвящённых жизни и научной работе русских медиков Н. И. Пирогова, И. И. Мечникова, Ф. Ф. Эрисмана, истории земской медицины и русской медицины XVII—XIX веков, а также трудов по профилактике алкоголизма. Был членом редакционного бюро Большой медицинской энциклопедии.

### Избранные труды
Монографии
- Советское здравоохранение к 15-й годовщине Октября. — М., 1932.
- 175 лет Первого Московского государственного медицинского института. — М.: Медгиз, 1940. — 435 с.
- Н. И. Пирогов. — Л., 1941.
- Охрана здоровья трудящихся в Советском Союзе (с Н. А. Виноградовым). — М.: Московский рабочий, 1947.
- Русский врач на войне. — М.: Государственное издательство медицинской литературы, 1947.
- Указатель статей и отдельных изданий, напечатанных Московским обществом испытателей природы. — Ч. 4 (1940—1954). — М.: Типография Московского университета, 1957.
- Русская общественная медицина в период между двумя революциями (1907—1917). — М.: Медицина, 1964.

Обзоры
- Основные этапы развития института за полвека // 50 лет первого Ленинградского медицинского института имени академика И. П. Павлова. — Л., 1947.
- Общебиологические взгляды врачей древнего Китая // Из истории науки и техники Китая. — М., 1955.
- Полвека земской медицины (1864—1914) // Очерки истории русской общественной медицины. — М.: Медицина, 1965. — С. 30—68.

Сборники под редакцией И. Д. Страшуна
- Алкоголизм как научная и бытовая проблема / Составители: Р. В. Влассак, И. Д. Страшун, Э. И. Дейчман, Л. Г. Политов. — М.—Л.: Госиздат, 1928.
- Алиментарная дистрофия и авитаминозы: научные наблюдения за два года Отечественной войны. — Л.: Медгиз, 1944.
- Труды 1-й сессии Отделения гигиены, микробиологии и эпидемиологии Академии медицинских наук СССР. — М., 1946.
- Выдающиеся деятели медицины / Составитель Л. А. Турубинер. — М.: Медучпособие, 1948.
- И. И. Мечников. Академическое собрание сочинений. — М.: Медгиз, 1959.

Популярные работы
- На борьбу за новый трезвый быт. — М.: Издательство Наркомздрава, 1925.
- На борьбу за новый трезвый быт. — М.: Издательство НКЗдрава РСФСР, 1927.
- Водка — яд бедноты. — М.: Издательство Наркомздрава, 1929.
- Задачи школы и учителя в борьбе с алкоголизмом. — М.—Л.: Издательство НКЗдрава РСФСР, 1929.